# سیارک ۳۴۹۳
سیارک ۳۴۹۳ (به انگلیسی: 3493 Stepanov، نامگذاری:1976GR6) سه هزار و چهارصد و نود و سومین سیارک کشف شده‌است که در ۳ آوریل ۱۹۷۶ کشف شد.
قدر مطلق سیارک برابر ۱۳٫۴۰ است.